# 15088 Лічітра
15088 Лічітра (15088 Licitra) — астероїд головного поясу, відкритий 10 лютого 1999 року.
Тіссеранів параметр щодо Юпітера — 3,539.